# Malhou
Malhou is een plaats (freguesia) in de Portugese gemeente Alcanena en telt 840 inwoners (2001).